# Serra Azul de Minas
Serra Azul de Minas este un oraș în Minas Gerais (MG), Brazilia.